# Danske Bank

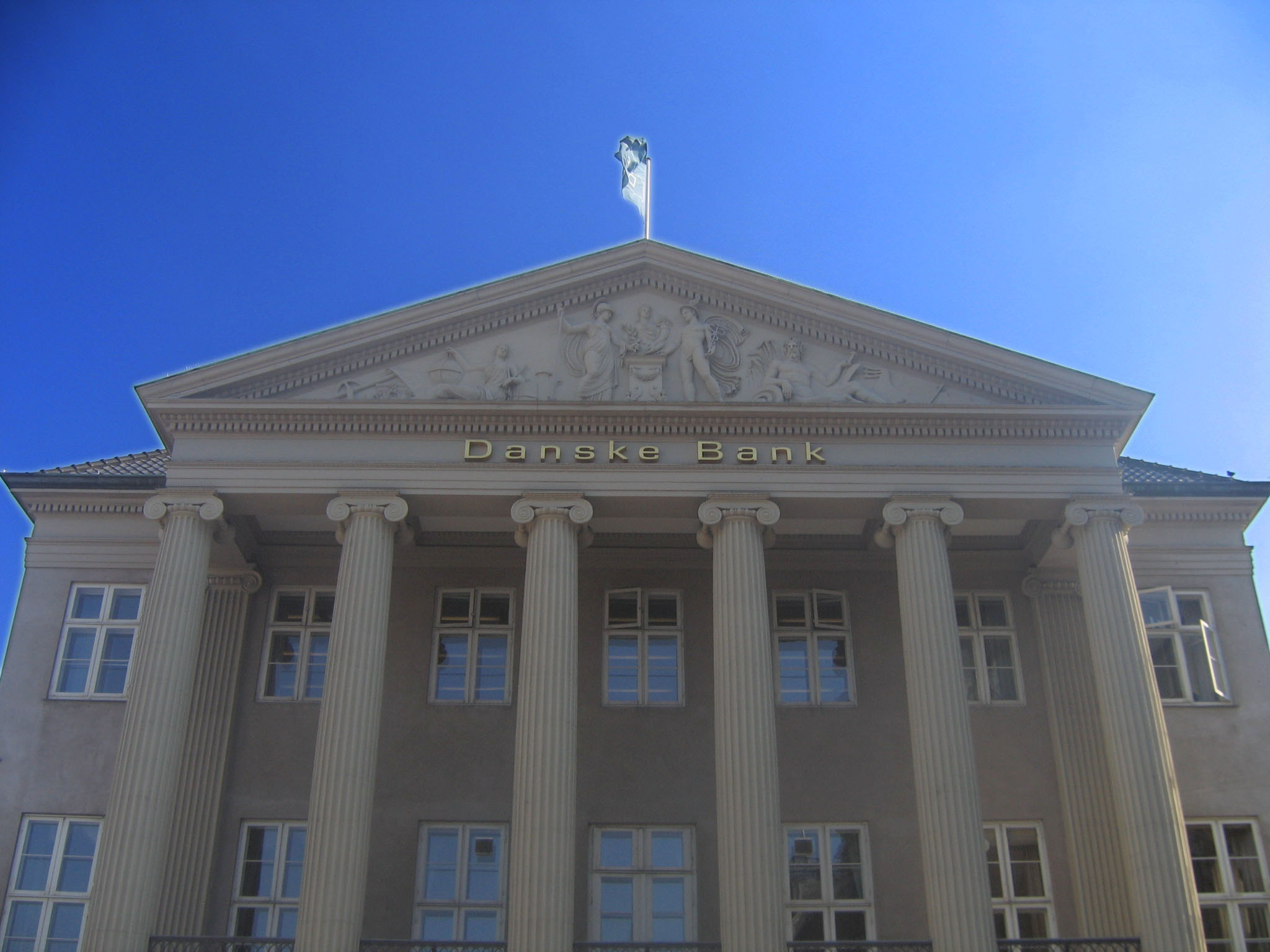
Danske Banks kontor på Kongens Nytorv i Köpenhamn.

Danske Bank är en dansk bank- och finanskoncern. I Danmark har man en dominerande ställning och är landets största bank, men man har även verksamhet i bland annat  Sverige, Norge, Finland och Irland.

## Historik
Banken grundades i Köpenhamn som Den Danske Landmandsbank, Hypothek- & Vexelbank i Kjøbenhavn, Aktieselskab den 5 oktober 1871 av G. A. Gedalia med flera. Den förste bankdirektören var Isak Glückstadt, som också var medgrundare av Østasiatisk Kompagni år 1897. År 1881 öppnade Landmandsbanken den första bankboken, som kunde användas av privatpersoner. Vid Glückstadts död år 1910 efterträddes han av sin son Emil Glückstadt.
Landmandsbanken led från och med 1919 av likviditetsproblem, och företaget fick genomgå rekonstruktion år 1922, bland annat på grund av problem med Transatlantisk Kompagni. Nytt kapital tillfördes från den danska staten, och mellan 1923 och 1928 ställde staten olika krav på Landmandsbanken.
Banken lanserade år 1967 den i Danmark välkända sparbössan pingvinen Pondus. Efter två veckor var 50 000 barn medlemmar i Pondusklubben. År 1976 bytte banken namn till Den Danske Bank, och öppnade utlandsfilialer i Luxemburg (1976), New York (1982), London (1983) och Hamburg (1984).
År 1990 ingick banken i en fusion med Kjøbenhavns Handelsbank och Provinsbanken. Under 1990-talet etablerade banken filialer i Oslo, Stockholm och Helsingfors, och 1997 köptes Östgöta Enskilda Bank i Sverige och 1999 Fokus Bank i Norge. År 2000 ändrades namnet till Danske Bank, och år 2001 ingicks en fusion med RealDanmark, som grundats tre år tidigare efter en fusion mellan BG Bank och Realkredit Danmark. Filialerna i Singapore och Hongkong avvecklades samma år. År 2005 köpte banken Northern Bank i Nordirland och National Irish Bank i Irland. År 2006 köpte man Sampo Bank i Finland för 4,05 miljarder euro.
Danske banks fondbolag heter Danske invest och förvaltar aktiefonder.
2018 blev Danske Bank utnämnt till "Actor of the year in Organized Crime and Corruption" på grund av omfattande verksamhet med penningtvätt.

## Etablering i Sverige
Danske Bank etablerade sig på allvar i Sverige 1997, genom att man köpte upp den då självständiga svenska banken Östgöta Enskilda Bank. Den svenska verksamheten bedrivs som en filial till det danska moderbolaget, vilket innebär att man använder sitt tillstånd från danska myndigheter att bedriva bankverksamhet även i Sverige, och man har på detta sätt lyckats etablera sig som den femte största bankrörelsen i landet. För svenska bankkunder innebär detta exempelvis att man i första hand lyder under danska regler för exempelvis insättningsgaranti om banken skulle komma på obestånd.
I Sverige använde man sig fram till våren 2011 av lokala varumärken på för sina bankkontor. Dessa var dock varumärken, inte separata rörelser eller egna banker, exempelvis: Östgöta Enskilda Bank, Bohusbanken och Skånes Provinsbank. Från våren 2011 har alla kontor efter en policyändring det gemensamma namnet Danske Bank. 

## Verkställande direktörer
- Isak Glückstadt (1871–1910)
- Emil Glückstadt (1910–1922)
- Emil Hertz (1922–1928)
- Oluf Nielsen (1922–1954)
- Poul Ingholt (1928–1964)
- S. O. Sørensen (1964–1980)
- Tage Andersen (1980–1990)
- Knud Sørensen (1990–1998)
- Peter Straarup (1998–2012)
- Eivind Kolding (2012–2013)
- Thomas F. Borgen (2013–2018)
- Jesper Nielsen (2018–2019)
- Chris Vogelzang (2019-)

## Samarbete med högskolor och universitet
Företaget är en av medlemmarna i Handelshögskolan i Stockholms partnerprogram.